# Edward Kołodziński
Edward Józef Kołodziński (ur. 18 marca 1945, zm. 16 kwietnia 2016) – polski naukowiec i oficer, doktor habilitowany nauk technicznych, pułkownik (w stanie spoczynku) WP. Profesor nadzwyczajny WAT, prezes Polskiego Towarzystwa Inżynierii Bezpieczeństwa.

## Życiorys
W 1970 roku ukończył studia na Wydziale Cybernetyki Wojskowej Akademii Technicznej im. Jarosława Dąbrowskiego w Warszawie. W 1975 roku obronił doktorat, a w 1987 uzyskał stopień doktora habilitowanego w dyscyplinie automatyka i robotyka, w specjalności teoria systemów, teoria sterowania operacyjnego. W WAT zajmował kolejne stanowiska: adiunkta (od 1976), kierownika Zakładu Badawczo – Projektowego (od 1981), komendanta Instytutu Systemów Komputerowych (od 1994), komendanta Instytutu Automatyzacji Systemów Dowodzenia (od 1995-2003). Od 2003 roku praca na stanowisku profesora w WAT i UWM w Olsztynie (do 2014).
Działalność naukowo-badawcza, projektowa i organizacyjna były ukierunkowane przede wszystkim na automatyzację dowodzenia obroną powietrzną kraju i zarządzanie bezpieczeństwem. Od 1980 roku był głównym projektantem i kierownikiem prac nad zautomatyzowanymi systemami dowodzenia obroną powietrzną kraju: poziomu operacyjno-taktycznego pk. „Cyber” (eksploatowanego przez 20 lat) oraz poziomu operacyjnego pk. „Bodziszek”. Zespoły badawczo-projektowe, którymi kierował w latach 1975- 2003, oprócz prac na rzecz MON, zrealizowały: 7 projektów badawczych zleconych przez Komitet Badań Naukowych, 14 prac badawczych własnych i 56 prac umownych na rzecz obronności, zarządzania bezpieczeństwem cywilnym oraz zlecanych przez PGNiG, telekomunikację i inne instytucje.

## Działalność organizatorska
Był współorganizatorem, między innymi: cyklicznej, corocznej  krajowej konferencji naukowej nt. „Automatyzacja dowodzenia” (od 1993 roku); warsztatów naukowych Polskiego Towarzystwa Symulacji Komputerowej nt. „Symulacja w badaniach i rozwoju” (od 1994 roku); konferencji „Zarządzanie kryzysowe” (od 2002 roku) oraz Ekomilitaris. W latach dziewięćdziesiątych był doradcą MON do spraw automatyzacji dowodzenia obroną powietrzną oraz prezesa PGNiG do spraw informatyzacji, a ponadto członkiem, między innymi: Sekcji Podstaw Eksploatacji Komitetu Budowy Maszyn PAN, Zespołu Rady MON do spraw Naukowo – Technicznych, Zarządu Polskiego Towarzystwa Symulacji Komputerowej, był wiceprezesem zarządu i członkiem Rady Programowej Polskiej Izby Gospodarczej Zaawansowanych Technologii. W 2009 roku założył Polskie Towarzystwo Inżynierii Bezpieczeństwa, którego był prezesem.
Dużo miejsca w Jego działalności zawodowej zajmowała dydaktyka (ponad 6500h, ponad 150 prac licencjackich, inżynierskich i magisterskich),  między innymi, z przedmiotów: cybernetyka, teoria funkcji decyzyjnych, modelowania obiektowego i podstaw projektowania systemów bezpieczeństwa, inżynierii systemów zarządzania bezpieczeństwem z uwzględnieniem ryzyka itd. Był inicjatorem powołania w 2007 roku kierunku studiów „Inżynieria Bezpieczeństwa” i współautorem standardu kształcenia na tym kierunku.
Był inicjatorem powołania Regionalnego Centrum Informatycznego na UWM w Olsztynie oraz katedr: Systemów Informatycznych, Informatyki Stosowanej, Inżynierii Bezpieczeństwa i Cyfryzacji.
Zmarł 16 kwietnia 2016 roku.

## Publikacje
Był redaktorem merytorycznym, autorem i współautorem ponad 30 książek, monografii i skryptów oraz ponad 150 jawnych i niejawnych opracowań wewnętrznych: projektowych, recenzji, ekspertyz, prognoz itp. Autor i współautor około: 20 publikacji anglojęzycznych, ponad 120 artykułów w polskojęzycznych czasopismach naukowych, ponad 150 referatów na konferencjach zagranicznych i krajowych. Był promotorem dwóch rozpraw doktorskich, recenzentem prac doktorskich i habilitacyjnych. Prowadził badania w zakresie komputerowego wspomagania zarządzania bezpieczeństwem i kierowania ratownictwem z uwzględnieniem ryzyka podejmowanych decyzji. Wyniki prezentował w czasopismach i monografiach oraz na konferencjach naukowych.
Wybrane publikacje:
- Ergonomic –organisation conditioning of actions operators of automatized control systems. Proceedings of th International Congress and Exhibition: „Electronic Automation for New Vision, Electromation 90, New Delhi, India, November 1991,
- Dynamic simulation software packet for National Gas Transmission Network operation  and development, Nafta Gaz nr 6/2000 – współautor,
- Symulacyjne metody badania systemów, PWN, Warszawa 2002 – autor,
- Komputerowe modelowanie przesyłania gazu, Oficyna wydawnicza Cyber, Warszawa 2002, str. 275,
- Ryzyko decyzji w bezpieczeństwie powszechnym podmiotu, w monografii  „Metodologia badań bezpieczeństwa narodowego”, tom V, Wydawnictwo Akademii Obrony Narodowej, Warszawa 2013, str. 98-111,
- Wspomaganie decyzji w bezpieczeństwie, WAT, Warszawa 2014- redaktor naukowy i współautor monografii,
- Modelowanie w inżynierii bezpieczeństwa, WAT, Warszawa 2015 – redaktor naukowy i współautor monografii,
- Metoda identyfikacji bazowych potrzeb infrastrukturalnych podmiotu i zapewnienia jej zdatności z zastosowaniem modelowania obiektowego, Czasopismo internetowe „Zagadnienia Inżynierii Bezpieczeństwa”, 2015.

## Odznaczenia i nagrody
- Krzyż Kawalerski Orderu Odrodzenia Polski,
- Srebrny i Złoty Krzyż Zasługi,
- nagroda zespołowa I stopnia Ministra Obrony Narodowej w dziedzinie sztuki operacyjnej (1979),
- nagroda zespołowa I stopnia Głównego Inspektora Techniki WP (1983),
- nagroda zespołowa I stopnia przewodniczącego Komitetu Przemysłu Obronnego Rady Ministrów (1989),
- 14 nagród rektorskich WAT,
- 3 nagrody rektorskie UWM,
- liczne odznaczenia resortowe MON.